# Провулок Соломії Крушельницької (Житомир)
Провулок Соломії Крушельницької — провулок в Корольовському районі Житомира. Названий на честь української оперної співачки та педагога Соломії Крушельницької.

## Розташування
Знаходиться на Путятинці. Починається від вулиці Святослава Ріхтера і прямує на північ, до перетину з провулком Табірним. Ліворуч до провулку примикає Табірний проїзд.
Довжина провулка — 240 метрів.

## Історія
Провулок виник наприкінці 1940-х років на вільних від забудови землях, де розгорталося нове будівництво садибних житлових будинків. Сформувавався як поперечний відносно вулиці 1 Травня проїзд, що отримав назву 2-а Першотравнева лінія. Станом на 1968 рік провулок та його забудова сформовані. До 29 червня 2016 року мав назву «3-й Першотравневий провулок».Відповідно до розпорядження був перейменований на провулок Соломії Крушельницької.